# Мађарска на Зимским олимпијским играма 1948.
Мађарска је учествовала на Зимским олимпијским играма које су одржане 1948. године у Санкт Морицу, Швајцарска. Ово је било пето учешће мађарских спортиста на зимским олимпијадама. Мађарски спортисти су на овој олимпијади освојили једну олимпијску медаљу, сребрну, са којом је Мађарска на незваничној табели је са десет бодова заузела једанаесто место на позицији држава учесница.
Сребрну медаљу је освојио клизачки пар Кекеши-Кираљ у дисциплини Уметничко клизање, парови. На свечаном отварању игара заставу Мађарске је носио Андраш Харангвелђи (Harangvölgyi András). На ову смотру мађарска је послала 22 такмичара (седамнаест мушких такмичара и пет женских такмичарки) који су се такмичили у два спорта и петнаест спортских дисциплина.

## Медаље
| Медаља | Име                      | Спортска грана    | Дисциплина |
| ------ | ------------------------ | ----------------- | ---------- |
|        | Андреја Кекеши Еде Кираљ | Уметничко клизање | Парови     |

## Резултати по спортовима
У табели је приказан успех мађарских спортиста на олимпијади. У загради иза назива спорта је број учесника
Са појачаним бројевима је означен најбољи резултат.
Принцип рачунања олимпијских поена: 1. место – 7 поена, 2. место – 5 поена, 3. место – 4 поена, 4. место – 3 поена, 5. место – 2 поена, 6. место – 1 поен.

| Спортска дисциплина | Освојено место | Освојено место | Освојено место | Освојено место | Освојено место | Освојено место | Олимпијски поени | Такмичари | Такмичари | Такмичари |
| Спортска дисциплина |                |                |                | 4.             | 5.             | 6.             | Олимпијски поени | Мушки     | Женске    | Укупно    |
| Алпско скијање (6)  | 0              | 0              | 0              | 0              | 0              | 0              | 0                | 6         | 1         | 7         |
| Брзо клизање (4)    | 0              | 0              | 0              | 1              | 0              | 0              | 3                | 5         | 0         | 5         |
| Спортски парови (3) | 0              | 1              | 0              | 0              | 1              | 0              | 7                | 2         | 4         | 6         |
| Скијашко трчање (1) | 0              | 0              | 0              | 0              | 0              | 0              | 0                | 2         | 0         | 2         |
| Скокови (1)         | 0              | 0              | 0              | 0              | 0              | 0              | 0                | 2         | 0         | 2         |
|                     |                |                |                |                |                |                |                  |           |           |           |
| Укупно              | 0              | 1              | 0              | 1              | 1              | 0              | 10               | 17        | 5         | 22        |

## Брзо клизање
Мушки
| Дисциплина     | Име           | Резултат | Позиција |
| -------------- | ------------- | -------- | -------- |
| 500 m мушки    | Акош Елекви   | 46,8     | 34.      |
| 500 m мушки    | Јанош Килиан  | 44,8     | 14.      |
| 500 m мушки    | Корнел Пајор  | 45,7     | 21.      |
| 500 m мушки    | Иван Руткај   | 47,4     | 37.      |
| 1.500 m мушки  | Јанош Килиан  | 2:22,5   | 15.      |
| 1.500 m мушки  | Гедеон Ладањи | 2:31,3   | 39.      |
| 1.500 m мушки  | Корнел Пајор  | 2:22,2   | 14.      |
| 1.500 m мушки  | Иван Руткај   | 2:21,2   | 10.      |
| 5.000 m мушки  | Акош Елекви   | 9:18,6   | 29       |
| 5.000 m мушки  | Гедеон Ладањи | 9:30,2   | 35.      |
| 5.000 m мушки  | Корнел Пајор  | 8:45,2   | 10.      |
| 5.000 m мушки  | Иван Руткај   | 8:46,9   | 13.      |
| 10.000 m мушки | Ласло Хидвеги | 20:23,8  | 16.      |
| 10.000 m мушки | Корнел Пајор  | 17:45,6  | 4.       |
| 10.000 m мушки | Иван Руткај   | 20:16,5  | 15.      |

## Уметничко клизање
Жене
| Дисциплина        | Име          | Резултат    | Позиција |
| ----------------- | ------------ | ----------- | -------- |
| Појединачно, жене | Ева Шаари    | 192/134,188 | 21.      |
| Појединачно, жене | Марија Шаари | 142/140,944 | 17.      |

Мушки
| Дисциплина         | Име       | Резултат | Позиција |
| ------------------ | --------- | -------- | -------- |
| Појединачно, мушки | Еде Кираљ | 42/174,4 | 5.       |

Спортски парови
| Дисциплина      | Пар                     | Резултат  | Позиција |
| --------------- | ----------------------- | --------- | -------- |
| Спортски парови | Андреа Кекеши Еде Кираљ | 26/11,109 |          |
| Спортски парови | Мариана Нађ Ласло Нађ   | 89/9,909  | 7.       |

## Скијање

### Алпско скијање
Жене
| Дисциплина         | Скијаш      | Резултат | Позиција |
| ------------------ | ----------- | -------- | -------- |
| Алпска комбинација | Анико Елеед | одустала | одустала |
| Спуст, жене        | Анико Елеед | 3:07,1   | 36.      |
| Слалом, жене       | Анико Елеед | 2:48,9   | 22.      |

Мушки
| Дисциплина                | Скијаш       | Резултат          | Позиција          |
| ------------------------- | ------------ | ----------------- | ----------------- |
| Алпска комбинација, мушки | Карољ Кевари | 48,35             | 46.               |
| Алпска комбинација, мушки | Лајош Мате   | 89,62             | 66.               |
| Алпска комбинација, мушки | Тамаш Секељ  | 37,79             | 35.               |
| Алпска комбинација, мушки | Петер Сикла  | 29,14             | 30.               |
| Спуст, мушки              | Карољ Кевари | 3:49,1            | 65.               |
| Спуст, мушки              | Ђерђ Либик   | 3:55,5            | 77.               |
| Спуст, мушки              | Лајош Мате   | 4:09,0            | 84.               |
| Спуст, мушки              | Шандор Мазањ | 3:31,4            | 49.               |
| Спуст, мушки              | Тамаш Секељ  | 3:36,0            | 52.               |
| Спуст, мушки              | Петер Сикла  | 3:30,4            | 48.               |
| Слалом, мушки             | Ђерђ Либик   | поништен резултат | поништен резултат |
| Слалом, мушки             | Лајош Мате   | 3:00,6            | 48.               |
| Слалом, мушки             | Тамаш Секељ  | 2:42,7            | 35.               |
| Слалом, мушки             | Петер Сикла  | 2:29,2            | 25.               |

### Скијашко трчање
Мушки
| Дисциплина   | Скијаш             | Резултат | Позиција |
| ------------ | ------------------ | -------- | -------- |
| 18 km, мушки | Имре Бетак         | 1:29:24  | 57.      |
| 18 km, мушки | Андраш Харангвелђи | 1:28:10  | 49.      |

### Скијашки скокови
Мушки
| Дисциплина              | Скијаш        | Резултат      | Позиција      |
| ----------------------- | ------------- | ------------- | ------------- |
| Скијашки скокови, мушки | Ференц Хемрик | 183,3         | 34.           |
| Скијашки скокови, мушки | Пал Вања      | пао и одустао | пао и одустао |